# Grande Prêmio de São Paulo de 2022
O Grande Prêmio de São Paulo de 2022 (formalmente denominado Fórmula 1 Heineken Grande Prêmio de São Paulo 2022) foi a vigésima primeira etapa do Campeonato Mundial de Formula 1 de 2022. Foi disputado em 13 de novembro de 2022 no Autódromo José Carlos Pace, São Paulo, Brasil.

## Resumo
Esse Grande Prêmio de São Paulo de 2022 completou 50 anos do autódromo interlagos que teve sua primeira corrida de Fórmula 1 em 1972.

## Resultados

### Treino classificatório
| Pos.                | No. | Driver           | Constructor           | Qualifying times | Qualifying times | Qualifying times | Sprint grid |
| Pos.                | No. | Driver           | Constructor           | Q1               | Q2               | Q3               | Sprint grid |
| ------------------- | --- | ---------------- | --------------------- | ---------------- | ---------------- | ---------------- | ----------- |
| 1                   | 20  | Kevin Magnussen  | Haas-Ferrari          | 1:13.954         | 1:11.410         | 1:11.674         | 1           |
| 2                   | 1   | Max Verstappen   | Red Bull Racing-RBPT  | 1:13.625         | 1:10.881         | 1:11.775         | 2           |
| 3                   | 63  | George Russell   | Mercedes              | 1:14.427         | 1:11.318         | 1:12.059         | 3           |
| 4                   | 4   | Lando Norris     | McLaren-Mercedes      | 1:13.106         | 1:11.377         | 1:12.263         | 4           |
| 5                   | 55  | Carlos Sainz Jr. | Ferrari               | 1:14.680         | 1:10.890         | 1:12.357         | 5           |
| 6                   | 31  | Esteban Ocon     | Alpine-Renault        | 1:14.663         | 1:11.587         | 1:12.425         | 6           |
| 7                   | 14  | Fernando Alonso  | Alpine-Renault        | 1:13.542         | 1:11.394         | 1:12.504         | 7           |
| 8                   | 44  | Lewis Hamilton   | Mercedes              | 1:13.403         | 1:11.539         | 1:12.611         | 8           |
| 9                   | 11  | Sergio Pérez     | Red Bull Racing-RBPT  | 1:13.613         | 1:11.456         | 1:15.601         | 9           |
| 10                  | 16  | Charles Leclerc  | Ferrari               | 1:14.486         | 1:10.950         | No time          | 10          |
| 11                  | 23  | Alexander Albon  | Williams-Mercedes     | 1:14.324         | 1:11.631         | N/A              | 11          |
| 12                  | 10  | Pierre Gasly     | AlphaTauri-RBPT       | 1:14.371         | 1:11.675         | N/A              | 12          |
| 13                  | 5   | Sebastian Vettel | Aston Martin-Mercedes | 1:13.597         | 1:11.678         | N/A              | 13          |
| 14                  | 3   | Daniel Ricciardo | McLaren-Mercedes      | 1:14.931         | 1:12.140         | N/A              | 14          |
| 15                  | 18  | Lance Stroll     | Aston Martin-Mercedes | 1:14.398         | 1:12.210         | N/A              | 15          |
| 16                  | 6   | Nicholas Latifi  | Williams-Mercedes     | 1:15.095         | N/A              | N/A              | 16          |
| 17                  | 24  | Zhou Guanyu      | Alfa Romeo-Ferrari    | 1:15.197         | N/A              | N/A              | 17          |
| 18                  | 77  | Valtteri Bottas  | Alfa Romeo-Ferrari    | 1:15.486         | N/A              | N/A              | 18          |
| 19                  | 22  | Yuki Tsunoda     | AlphaTauri-RBPT       | 1:16.264         | N/A              | N/A              | 19          |
| 20                  | 47  | Mick Schumacher  | Haas-Ferrari          | 1:16.361         | N/A              | N/A              | 20          |
| 107% time: 1:18.223 |     |                  |                       |                  |                  |                  |             |
| Source:             |     |                  |                       |                  |                  |                  |             |

### Corrida Classificatória
| Pos.                                                      | No. | Driver           | Constructor           | Laps | Time/Retired | Grid | Points | Final grid |
| --------------------------------------------------------- | --- | ---------------- | --------------------- | ---- | ------------ | ---- | ------ | ---------- |
| 1                                                         | 63  | George Russell   | Mercedes              | 24   | 30:11.307    | 3    | 8      | 1          |
| 2                                                         | 55  | Carlos Sainz Jr. | Ferrari               | 24   | +3.995       | 5    | 7      | 7          |
| 3                                                         | 44  | Lewis Hamilton   | Mercedes              | 24   | +4.492       | 8    | 6      | 2          |
| 4                                                         | 1   | Max Verstappen   | Red Bull Racing-RBPT  | 24   | +10.494      | 2    | 5      | 3          |
| 5                                                         | 11  | Sergio Pérez     | Red Bull Racing-RBPT  | 24   | +11.855      | 9    | 4      | 4          |
| 6                                                         | 16  | Charles Leclerc  | Ferrari               | 24   | +13.133      | 10   | 3      | 5          |
| 7                                                         | 4   | Lando Norris     | McLaren-Mercedes      | 24   | +25.624      | 4    | 2      | 6          |
| 8                                                         | 20  | Kevin Magnussen  | Haas-Ferrari          | 24   | +28.768      | 1    | 1      | 8          |
| 9                                                         | 5   | Sebastian Vettel | Aston Martin-Mercedes | 24   | +30.218      | 13   |        | 9          |
| 10                                                        | 10  | Pierre Gasly     | AlphaTauri-RBPT       | 24   | +34.170      | 12   |        | 10         |
| 11                                                        | 3   | Daniel Ricciardo | McLaren-Mercedes      | 24   | +39.395      | 14   |        | 11         |
| 12                                                        | 47  | Mick Schumacher  | Haas-Ferrari          | 24   | +41.159      | 20   |        | 12         |
| 13                                                        | 24  | Zhou Guanyu      | Alfa Romeo-Ferrari    | 24   | +41.763      | 17   |        | 13         |
| 14                                                        | 77  | Valtteri Bottas  | Alfa Romeo-Ferrari    | 24   | +42.338      | 18   |        | 14         |
| 15                                                        | 22  | Yuki Tsunoda     | AlphaTauri-RBPT       | 24   | +50.306      | 19   |        | PL         |
| 16                                                        | 18  | Lance Stroll     | Aston Martin-Mercedes | 24   | +50.700      | 15   |        | 15         |
| 17                                                        | 31  | Esteban Ocon     | Alpine-Renault        | 24   | +51.756      | 6    |        | 16         |
| 18                                                        | 14  | Fernando Alonso  | Alpine-Renault        | 24   | +53.985      | 7    |        | 17         |
| 19                                                        | 6   | Nicholas Latifi  | Williams-Mercedes     | 24   | +1:16.850    | 16   |        | 18         |
| Ret                                                       | 23  | Alexander Albon  | Williams-Mercedes     | 12   |              | 11   |        | 19         |
| Fastest lap: George Russell (Mercedes) – 1:14.233 (lap 4) |     |                  |                       |      |              |      |        |            |
| Source:                                                   |     |                  |                       |      |              |      |        |            |

### Corrida
| Pos.                                                       | No. | Driver           | Constructor           | Laps | Time/Retired                 | Grid | Points |
| ---------------------------------------------------------- | --- | ---------------- | --------------------- | ---- | ---------------------------- | ---- | ------ |
| 1                                                          | 63  | George Russell   | Mercedes              | 71   | 1:38:34.044                  | 1    | 26     |
| 2                                                          | 44  | Lewis Hamilton   | Mercedes              | 71   | +1.529                       | 2    | 18     |
| 3                                                          | 55  | Carlos Sainz Jr. | Ferrari               | 71   | +4.051                       | 7    | 15     |
| 4                                                          | 16  | Charles Leclerc  | Ferrari               | 71   | +8.441                       | 5    | 12     |
| 5                                                          | 14  | Fernando Alonso  | Alpine-Renault        | 71   | +9.561                       | 17   | 10     |
| 6                                                          | 1   | Max Verstappen   | Red Bull Racing-RBPT  | 71   | +10.056                      | 3    | 8      |
| 7                                                          | 11  | Sergio Pérez     | Red Bull Racing-RBPT  | 71   | +14.080                      | 4    | 6      |
| 8                                                          | 31  | Esteban Ocon     | Alpine-Renault        | 71   | +18.690                      | 16   | 4      |
| 9                                                          | 77  | Valtteri Bottas  | Alfa Romeo-Ferrari    | 71   | +22.552                      | 14   | 2      |
| 10                                                         | 18  | Lance Stroll     | Aston Martin-Mercedes | 71   | +23.552                      | 15   | 1      |
| 11                                                         | 5   | Sebastian Vettel | Aston Martin-Mercedes | 71   | +26.183                      | 9    |        |
| 12                                                         | 24  | Zhou Guanyu      | Alfa Romeo-Ferrari    | 71   | +29.325                      | 13   |        |
| 13                                                         | 47  | Mick Schumacher  | Haas-Ferrari          | 71   | +29.899                      | 12   |        |
| 14                                                         | 10  | Pierre Gasly     | AlphaTauri-RBPT       | 71   | +31.867                      | PL   |        |
| 15                                                         | 23  | Alexander Albon  | Williams-Mercedes     | 71   | +36.016                      | 19   |        |
| 16                                                         | 6   | Nicholas Latifi  | Williams-Mercedes     | 71   | +37.038                      | 18   |        |
| 17                                                         | 22  | Yuki Tsunoda     | AlphaTauri-RBPT       | 70   | +1 lap                       | 13   |        |
| Ret                                                        | 4   | Lando Norris     | McLaren-Mercedes      | 52   | Problema na caixa de marchas | 6    |        |
| Ret                                                        | 20  | Kevin Magnussen  | Haas-Ferrari          | 0    | Colisão                      | 8    |        |
| Ret                                                        | 3   | Daniel Ricciardo | McLaren-Mercedes      | 0    | Colisão                      | 11   |        |
| Fastest lap: George Russell (Mercedes) – 1:13.785 (lap 61) |     |                  |                       |      |                              |      |        |
| Source:                                                    |     |                  |                       |      |                              |      |        |

## Curiosidades
- Primeira Vitória de George Russell na carreira da Fórmula 1.
- Primeira vitória da equipe Mercedes em 2022 desde Grande Prêmio da Arábia Saudita de 2021 que não vence.
- Foi a primeira vez que foi executada "God Save the King" (Deus Salve o Rei) após o falecimento da Rainha Elizabeth II no dia 8 de setembro de 2022 e foi sucedida pelo seu primogênito, o atual monarca, Rei Charles III.
- Terceiro pódio consecutivo de Lewis Hamilton em segundo lugar.
- Primeira dobradinha da Mercedes em 2022 e a primeira desde o Grande Prêmio da Emília-Romanha de 2020
- Primeira pole position de Kevin Magnussen e também da equipe Haas (apesar disso, Magnussen e Haas ainda não têm uma largada na primeira fila garantida nas estatísticas, já que a pole será válida para a corrida sprint).

## Voltas na Liderança
| Nº de Voltas | Piloto         | Voltas      |
| ------------ | -------------- | ----------- |
| 65           | George Russell | 1-24, 30-71 |
| 4            | Lewis Hamilton | 25-29       |

## 2022 DHL Fastest Pit Stop Award

### Resultado
| 1      | 11 | Sergio Pérez     | Red Bull Racing-RBPT  | 2.04 | 25 |
| 2      | 22 | Yuki Tsunoda     | AlphaTauri-RBPT       | 2.10 | 18 |
| 3      | 10 | Pierre Gasly     | AlphaTauri-RBPT       | 2.17 | 15 |
| 4      | 55 | Carlos Sainz Jr. | Ferrari               | 2.18 | 12 |
| 5      | 16 | Charles Leclerc  | Ferrari               | 2.23 | 10 |
| 6      | 6  | Nicholas Latifi  | Williams-Mercedes     | 2.46 | 8  |
| 7      | 18 | Lance Stroll     | Aston Martin-Mercedes | 2.48 | 6  |
| 8      | 23 | Alexander Albon  | Williams-Mercedes     | 2.48 | 4  |
| 9      | 31 | Esteban Ocon     | Alpine-Renault        | 2.49 | 2  |
| 10     | 14 | Fernando Alonso  | Alpine-Renault        | 2.58 | 1  |
| Fonte: |    |                  |                       |      |    |

### Classificação
| Tabela do DHL Fastest Pit Stop Award \| Pos \| Construtor \| Pontos \| \| --- \| --------------------- \| ------ \| \| 1 \| Red Bull Racing-RBPT \| 526 \| \| 2 \| McLaren-Mercedes \| 384 \| \| 3 \| Ferrari \| 249 \| \| 4 \| AlphaTauri-RBPT \| 237 \| \| 5 \| Aston Martin-Mercedes \| 201 \| \| 6 \| Alpine-Renault \| 195 \| \| 7 \| Williams-Mercedes \| 163 \| \| 8 \| Mercedes \| 107 \| \| 9 \| Alfa Romeo-Ferrari \| 23 \| \| 10 \| Haas-Ferrari \| 14 \| |                       |        |
| Pos | Construtor            | Pontos |
| 1 | Red Bull Racing-RBPT  | 526    |
| 2 | McLaren-Mercedes      | 384    |
| 3 | Ferrari               | 249    |
| 4 | AlphaTauri-RBPT       | 237    |
| 5 | Aston Martin-Mercedes | 201    |
| 6 | Alpine-Renault        | 195    |
| 7 | Williams-Mercedes     | 163    |
| 8 | Mercedes              | 107    |
| 9 | Alfa Romeo-Ferrari    | 23     |
| 10 | Haas-Ferrari          | 14     |

|  |              |
|  | Campeão      |
|  | Vice-campeão |

## Tabela do Campeonato após a corrida
|         | Pos. | Driver          | Points |
| ------- | ---- | --------------- | ------ |
|         | 1    | Max Verstappen  | 429    |
| 1       | 2    | Charles Leclerc | 290    |
| 1       | 3    | Sergio Pérez    | 290    |
|         | 4    | George Russell  | 265    |
|         | 5    | Lewis Hamilton  | 240    |
| Source: |      |                 |        |

|         | Pos. | Constructor          | Points |
| ------- | ---- | -------------------- | ------ |
|         | 1    | Red Bull Racing-RBPT | 719    |
|         | 2    | Ferrari              | 524    |
|         | 3    | Mercedes             | 505    |
|         | 4    | Alpine-Renault       | 167    |
|         | 5    | McLaren-Mercedes     | 148    |
| Source: |      |                      |        |

|  |         |
|  | Campeão |